# The Land Before Time IX: Journey to Big Water
The Land Before Time IX: Journey to Big Water (En busca del valle encantado 9: Travesía a los océanos en España, y La tierra antes del tiempo IX: Viaje al gran océano en Hispanoamérica) es una película estadounidense de animación de 2002 dirigida por Charles Grosvenor y producida por Universal Studios, perteneciente a la franquicia En busca del valle encantado.

## Sinopsis
Cuando una intensa lluvia crea una misteriosa ”agua nueva”, Piecito emprende la exploración del Gran Valle. Rápidamente entabla amistad con Mo, una bromista criatura parecida a un delfín que no puede encontrar el camino de vuelta a las Grandes Aguas. Piecito y sus prehistóricos compañeros se prestan al rescate. 

## Reparto y doblaje
| Personaje                        | Voz en inglés      | Voz en español          |
| -------------------------------- | ------------------ | ----------------------- |
| Piecito                          | Thomas Dekker      | Chelo Molina            |
| Cera                             | Anndi McAfee       | Adelaida López          |
| Patito                           | Aria Noelle Curzon | Yolanda Pérez Segoviano |
| Petrie                           | Jeff Bennett       | Abraham Aguilar         |
| Abuela de Piecito                | Miriam Flynn       | Matilde Conesa          |
| Señor Trescuernos, padre de Cera | John Ingle         | Carlos Kaniowski        |
| Abuelo de Piecito                | Kenneth Mars       | José Ángel Juanes       |
| Púas                             | Rob Paulsen        | N/D                     |
| Mo                               | Rob Paulsen        | Abraham Aguilar         |

## Especies de animales que aparecen durante la película.
- Apatosaurus
- Triceratops
- Saurolophus
- Stegosaurus
- Pteranodon (No era un dinosaurio)
- Liopleurodon (No era un dinosaurio)
- Ophthalmosaurus (No era un dinosaurio)